# The Mothering Heart
The Mothering Heart é um filme mudo norte-americano em curta-metragem, do gênero dramático, dirigido por D. W. Griffith em 1913. Cópias do filme encontram-se conservadas no Museu de Arte Moderna dos Estados Unidos.

## Elenco
- Walter Miller
- Lillian Gish
- Kate Bruce
- Viola Barry
- Charles West
- Adolph Lestina
- Jennie Lee
- Charles Murray
- Gertrude Bambrick
- William J. Butler
- Christy Cabanne
- Donald Crisp
- Josephine Crowell
- Edward Dillon
- John T. Dillon
- William Elmer
- Dell Henderson
- Harry Hyde
- J. Jiquel Lanoe
- Charles Hill Mailes
- Mae Marsh (não confirmado)
- Joseph McDermott
- Alfred Paget
- Gus Pixley
- W. C. Robinson
- Henry B. Walthall